# イスラーム原理主義とイベリア半島
イスラーム原理主義とイベリア半島の項目では、イスラーム原理主義者の世界観の中でイベリア半島（現在のスペインとポルトガル）が、どのように扱われているかについて記述する。

## 歴史
アンダルス、すなわちイベリア半島は8世紀から15世紀にかけ、イスラーム勢力の王国が存在しており、高度なイスラーム文化を育んでいた。ダール・アル＝イスラームの西の果てであるこの地は多くのイスラーム教徒に憧憬を抱かせ、アンダルスは楽園にもっとも近い地であるとまで言われた。
しかしレコンキスタ（再征服運動）の進展によりイスラームの支配は縮小していき、15世紀の末には全土がキリスト教徒の支配下に入り、16世紀から17世紀にかけてはほぼすべてのムスリムが強制改宗や追放、虐殺などにより消滅した。こうしてイベリア半島はイスラーム教徒の手から離れ、今日に至った。
イスラーム教徒の間ではアンダルスは失われた楽園であり、過去の栄光と没落を思い出させる存在でもある。近現代に入ってイスラームによる覇権の奪回を企図するイスラーム原理主義者たちもまた、アンダルスにはきわめて強い思い入れを抱き、彼らの世界観の中に大きな位置を与えている。

## イスラーム原理主義者のイベリア半島に関する発言
アメリカ合衆国によるアフガニスタン空爆が始まった2001年10月7日、ウサーマ・ビン・ラーディンは
「アル・アンダルスの悲劇が繰り返されるのをわれわれは決して容赦するものではないということを
世界に知らしめよう」と発言した。彼が言う「アル・アンダルスの悲劇」とは、1492年にイベリア半島の
イスラーム王朝がレコンキスタによって滅ぼされたことを指している。
ほかにも多くのイスラーム原理主義者たちが、イベリア半島に対し言及し、『キリスト教勢力により奪われた』アンダルスはイスラーム世界の復活により、最終的にはイスラーム教徒により再征服（“レコンキスタ”）されるべきだと発言している。過激派組織ISILも、征服する予定の領土の一つとしてアンダルス、つまりスペインとポルトガルを挙げている。スペインの知識人の中にはこのことを警戒している者も少なからずいる。この潜在的な警戒心はモロッコ移民に対するスペイン人の差別意識にも繋がっているとされる。
スペイン、ポルトガル両国家とその住民に対しては、その住民の祖先の多くがイスラームを離れ、キリスト教に改宗したものであることから『背教者』として敵視しているとされる。

## 一般のイスラーム教徒にとってのイベリア半島
一般のイスラーム教徒にとってもイベリア半島は特別な場所であるが、イスラーム原理主義者のようにその地の再征服を望んでいるわけではなく、ただ単にイベリア半島とそこにすむ住民に一定の親近感を覚えるにとどまっている。同様の漠然とした好感情はスペイン、ポルトガルの住民の中にも存在しているとされる。

## 参照
1. ↑  
古屋雄一郎「身体の知性 ―― ロルカと二十世紀」（川成洋/板東省次編『南スペイン・アンダルシアの風景』内）
2. ↑  Ben Rich (2017年8月18日). “Striking in al-Ándalus: why Islamic State attacked Spain”. The Conversation (カーティン大学)
3. ↑  奴等の攻撃は単にイラクが原因だと思うのは愚かだ スペインの反イスラーム主義知識人の発言